# Canton de Saint-Sauveur-sur-Tinée
Le canton de Saint-Sauveur-sur-Tinée est une ancienne division administrative française, située dans le département des Alpes-Maritimes et la région Provence-Alpes-Côte d'Azur.

## Composition
Le canton de Saint-Sauveur-sur-Tinée était composé des communes de :
| Nom                                 | Code Insee | Intercommunalité           | Population (dernière pop. légale) |
| ----------------------------------- | ---------- | -------------------------- | --------------------------------- |
| Saint-Sauveur-sur-Tinée (chef-lieu) | 06129      | Métropole Nice Côte d'Azur | 357 (2014)                        |
| Clans                               | 06042      | Métropole Nice Côte d'Azur | 589 (2014)                        |
| Ilonse                              | 06072      | Métropole Nice Côte d'Azur | 187 (2014)                        |
| Marie                               | 06080      | Métropole Nice Côte d'Azur | 109 (2014)                        |
| Rimplas                             | 06102      | Métropole Nice Côte d'Azur | 126 (2014)                        |
| Roubion                             | 06110      | Métropole Nice Côte d'Azur | 120 (2014)                        |
| Roure                               | 06111      | Métropole Nice Côte d'Azur | 202 (2014)                        |
| Valdeblore                          | 06153      | Métropole Nice Côte d'Azur | 870 (2014)                        |

La commune de Saint-Sauveur étant officiellement devenue Saint-Sauveur-sur-Tinée en 1957, le canton de Saint-Sauveur a alors pris le nom de canton de Saint-Sauveur-sur-Tinée.

## Représentation

### conseillers généraux (1861 à 2015)
| Période                   | Identité                       | Parti                  | Qualité                                                                                          |
| ------------------------- | ------------------------------ | ---------------------- | ------------------------------------------------------------------------------------------------ |
| 1861-1864                 | M. Constantin Bergondi         |                        | Avocat                                                                                           |
| 1865-1868                 | M. André Le Moigne (1817-1872) |                        | Président du Tribunal civil de Cherbourg puis de Nice                                            |
| 1868-1874 (décès)         | M. Constantin Bergondi         |                        | Avocat Député (1871-1874)                                                                        |
| 1874-1901                 | M. Trophime Ciaudo             | Républicain            | Docteur en médecine Maire de Saint-Sauveur-sur-Tinée (1892-1895), conseiller d'arrondissement    |
| 1901-1907                 | M. Joseph Ciaudo               | Républicain            | Médecin à Nice Maire de Clans (1881-1904)                                                        |
| 1907-1931                 | M. Edouard Scoffier            | Républicain            | Avocat à Nice Maire de Saint-Sauveur-sur-Tinée (1947-1953)                                       |
| 1931-1940                 | M. Joseph Ciamin               | RG                     | Médecin Maire de Saint-Sauveur-sur-Tinée (1930-1944)                                             |
|                           |                                |                        |                                                                                                  |
| 1943-1945                 | M. Paul Rancurel               |                        | Directeur d'école, Valdeblore Conseiller d'arrondissement Nommé conseiller départemental en 1943 |
|                           |                                |                        |                                                                                                  |
| 1945-1966 (décès)         | M. Gaston Maurin               | SFIO puis Rad. puis SE | Médecin-contrôleur à la mairie de Nice Maire de Clans (1947-1965)                                |
| 26 juin 1966-1973 (décès) | M. Jean Melan (1913-1973)      | SE                     | Médecin Maire de Valdeblore (1965-1973)                                                          |
| 1973-1994                 | M. Raymond Santucci            | DVG puis DVD           | Gérant de camping Maire de Clans (1966-2001)                                                     |
| 1994-2015                 | M. Fernand Blanchi             | DVD puis UMP           | Président d'entreprise conseil en bâtiment et en travaux publics Maire de Valdeblore (1994-2001) |

### Conseillers d'arrondissement (de 1861 à 1940)
Le canton de St-Sauveur avait deux conseillers d'arrondissement jusqu'en 1928.
| Période                                  | Période          | Identité                   | Étiquette   | Qualité |
| ---------------------------------------- | ---------------- | -------------------------- | ----------- | --- |
| avant 1869                               |                  | M. Lombart                 |             | Docteur en médecine à Saint-Sauveur-sur-Tinée                                                               |
| avant 1869                               | 1874             | Trophime Ciaudo            | Républicain | Notaire à Saint-Sauveur-sur-Tinée                                                                           |
|                                          |                  |                            |             | |
|                                          | 1891 (démission) | M. Ramin-Florentin         |             | Maire de Roubion                                                                                            |
|                                          |                  |                            |             | |
| 1898                                     | 1904             | André Ségur                | Républicain | Propriétaire à Roure                                                                                        |
| 1904                                     |                  | Casimir Filip              | Républicain | Ancien adjoint au maire de Saint-Sauveur-sur-Tinée                                                          |
|                                          |                  |                            |             | |
| 1919                                     | 1928             | Célestin Faraut            |             | Président du Conseil d'arrondissement, maire de Clans, propriétaire à Nice                                  |
|                                          | 1919             | Louis Bergondi (1865-1932) |             | Comptable, propriétaire à Nice                                                                              |
| 1919                                     | 1928             | Emmanuel-Joseph Millo      |             | Agriculteur, adjoint au maire de Saint-Sauveur-sur-Tinée                                                    |
| 1928                                     |                  | Gaston Maurin              | SFIO        | Médecin, propriétaire à Clans                                                                               |
|                                          | 1940             | Paul Rancurel              |             | Directeur d'école, Valdeblore                                                                               |
| 1940                                     |                  |                            |             | Les conseils d'arrondissement ont été suspendus par la loi du 12 octobre 1940 et n'ont jamais été réactivés |
| Les données manquantes sont à compléter. |                  |                            |             | |

## Démographie
| 1962  | 1968  | 1975  | 1982  | 1990  | 1999  | 2006  | 2011  | 2012  |
| ----- | ----- | ----- | ----- | ----- | ----- | ----- | ----- | ----- |
| 1 937 | 1 832 | 1 541 | 1 699 | 1 975 | 2 106 | 2 337 | 2 537 | 2 565 |